# Villarrabines

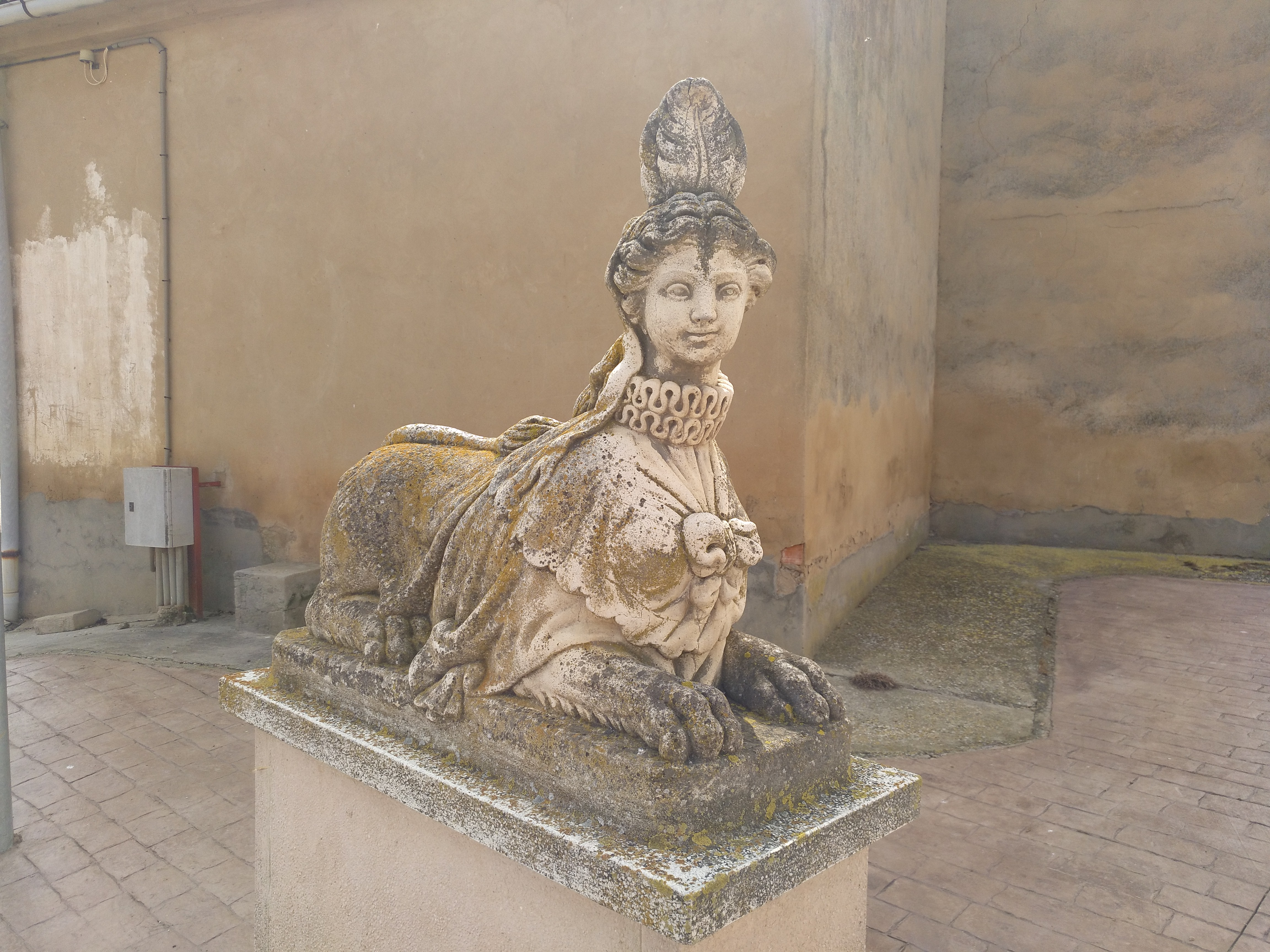
Esfinge de Villarrabines. Se trata de una escultura seriada producida en el siglo XX.

Villarrabines es una pedanía perteneciente al municipio de Villamandos, situado en la Vega del Esla con una población de 77 habitantes según el INE.
Está situado al final de la CV-232-20, único acceso desde la N-630
Según se reseña en La provincia de León: (guía general) de 1928 merece citarse la parroquial, con puerta del siglo XIII, esculturas del siglo XV y XVI y un retablo principal "muy curioso" que en 1953 fue trasladado a la Basílica de Santa María la Mayor de Linares (Jaén).

## Demografía
Tiene 77 habitantes, 40 varones y 37 mujeres censados en el municipio.